# Campionatul Mondial de Fotbal sub 20 1981
Campionatul Mondial de Fotbal sub 20 1981 a fost a treia ediție a Campionatului Mondial de Fotbal sub 20. Câștigătoarea a fost Germania de Vest, vice campioana Qatar și pe locul trei s-a clasat România. Jucătorul competiției a fost românul Romulus Gabor.

## Faza grupelor

### Grupa A
| Echipă                     | Pct | Mj | V | E | Î | GM | GP | GD |
| -------------------------- | --- | -- | - | - | - | -- | -- | -- |
| Uruguay                    | 6   | 3  | 3 | 0 | 0 | 5  | 0  | +5 |
| Qatar                      | 3   | 3  | 1 | 1 | 1 | 2  | 2  | 0  |
| Polonia                    | 2   | 3  | 1 | 0 | 2 | 4  | 2  | +2 |
| Statele Unite ale Americii | 1   | 3  | 0 | 1 | 2 | 1  | 8  | −7 |

| Polonia | 0 – 1 | Qatar      |
| ------- | ----- | ---------- |
|         |       | Beleal 37' |

| Statele Unite ale Americii | 0 – 3 | Uruguay                                 |
| -------------------------- | ----- | --------------------------------------- |
|                            |       | López Báez 5' Aguilera 60' Da Silva 67' |

| Statele Unite ale Americii | 1 – 1 | Qatar      |
| -------------------------- | ----- | ---------- |
| Devey 43'                  |       | Beleal 56' |

| Uruguay      | 1 – 0 | Polonia |
| ------------ | ----- | ------- |
| Da Silva 58' |       |         |

| Qatar | 0 – 1 | Uruguay      |
| ----- | ----- | ------------ |
|       |       | Villazán 52' |

| Polonia                                      | 4 – 0 | Statele Unite ale Americii |
| -------------------------------------------- | ----- | -------------------------- |
| Rzepka 17' Kowalik 18' Dziekanowski 65', 67' |       |                            |

### Grupa B
| Echipă        | Pct | Mj | V | E | Î | GM | GP | GD |
| ------------- | --- | -- | - | - | - | -- | -- | -- |
| Brazilia      | 5   | 3  | 2 | 1 | 0 | 5  | 1  | +4 |
| România       | 5   | 3  | 2 | 1 | 0 | 3  | 1  | +2 |
| Coreea de Sud | 2   | 3  | 1 | 0 | 2 | 4  | 5  | −1 |
| Italia        | 0   | 3  | 0 | 0 | 3 | 1  | 6  | −5 |

| Italia      | 1–4 | Coreea de Sud                                           |
| ----------- | --- | ------------------------------------------------------- |
| Mariani 83' |     | Kwak Sung-Ho 7' Choi Soon-Ho 12', 29' Lee Kyung-Nam 88' |

| România    | 1–1 | Brazilia   |
| ---------- | --- | ---------- |
| Zamfir 82' |     | Leomir 67' |

| România   | 1–0 | Coreea de Sud |
| --------- | --- | ------------- |
| Sertov 5' |     |               |

| Brazilia        | 1–0 | Italia |
| --------------- | --- | ------ |
| Djalma Baia 56' |     |        |

| Coreea de Sud | 0–3 | Brazilia                                               |
| ------------- | --- | ------------------------------------------------------ |
|               |     | Paulo Roberto 48' Ronaldão 61' Jun Jong-Son 79' (o.g.) |

| Italia | 0–1 | România          |
| ------ | --- | ---------------- |
|        |     | Gabor 56' (pen.) |

### Grupa C
| Echipă           | Pct | Mj | V | E | Î | GM | GP | GD |
| ---------------- | --- | -- | - | - | - | -- | -- | -- |
| Germania de Vest | 4   | 3  | 2 | 0 | 1 | 6  | 4  | +2 |
| Egipt            | 4   | 3  | 1 | 2 | 0 | 7  | 6  | +1 |
| Mexic            | 2   | 3  | 0 | 2 | 1 | 4  | 5  | −1 |
| Spania           | 2   | 3  | 0 | 2 | 1 | 5  | 7  | −2 |

| Spania                 | 2–2 | Egipt        |
| ---------------------- | --- | ------------ |
| S. López 65' Nadal 74' |     | Amer 6', 78' |

| Germania de Vest | 1–0 | Mexic |
| ---------------- | --- | ----- |
| Loose 2'         |     |       |

| Germania de Vest | 1–2 | Egipt                     |
| ---------------- | --- | ------------------------- |
| Loose 35'        |     | Helmi 31' Amer 54' (pen.) |

| Mexic    | 1–1 | Spania              |
| -------- | --- | ------------------- |
| Coss 75' |     | S. López 45' (pen.) |

| Egipt                             | 3–3 | Mexic                        |
| --------------------------------- | --- | ---------------------------- |
| Guillén 33' (o.g.) Saleh 64', 71' |     | Vaca 18' Farfán 28' Ríos 69' |

| Spania                    | 2–4 | Germania de Vest                        |
| ------------------------- | --- | --------------------------------------- |
| F. López 72' Fabregat 78' |     | Trieb 29' Wohlfarth 47', 85' Anthes 55' |

### Grupa D
| Echipa    | Pct | Mj | V | E | Î | GM | GP | GD |
| --------- | --- | -- | - | - | - | -- | -- | -- |
| Anglia    | 4   | 3  | 1 | 2 | 0 | 4  | 2  | +2 |
| Australia | 4   | 3  | 1 | 2 | 0 | 6  | 5  | +1 |
| Argentina | 3   | 3  | 1 | 1 | 1 | 3  | 3  | 0  |
| Camerun   | 1   | 3  | 0 | 1 | 2 | 3  | 6  | −3 |

| Anglia               | 2–0 | Camerun |
| -------------------- | --- | ------- |
| Finnigan 57' Dey 78' |     |         |

| Australia              | 2–1 | Argentina   |
| ---------------------- | --- | ----------- |
| Koussas 79' Hunter 89' |     | Morresi 66' |

| Australia                           | 3–3 | Camerun                        |
| ----------------------------------- | --- | ------------------------------ |
| Mitchell 9' Koussas 53', 78' (pen.) |     | Olle Olle 17' Djonkep 35', 52' |

| Anglia    | 1–1 | Argentina  |
| --------- | --- | ---------- |
| Small 79' |     | Urruti 57' |

| Camerun | 0–1 | Argentina |
| ------- | --- | --------- |
|         |     | Cecchi 6' |

| Anglia    | 1–1 | Australia  |
| --------- | --- | ---------- |
| Small 82' |     | Koussas 7' |

## Faza eliminatorie
|  | Sferturi de finală       | Sferturi de finală    |                          |        | Semifinale  | Semifinale  |  |  | Finala                  | Finala |
|  |                          |                       |                          |        |             |             |  |  |                         |        |
|  | 11 octombrie - Melbourne |                       |                          |        |             |             |  |  |                         |        |
|  |                          |                       |                          |        |             |             |  |  |                         |        |
|  | Uruguay                  | 1                     |                          |        |             |             |  |  |                         |        |
|  | Uruguay                  | 1                     | 14 octombrie - Melbourne |        |             |             |  |  |                         |        |
|  | România                  | 2                     |                          |        |             |             |  |  |                         |        |
|  | România                  | 2                     | România                  | 0      |             |             |  |  |                         |        |
|  | 11 octombrie - Canberra  |                       | România                  | 0      |             |             |  |  |                         |        |
|  |                          | Germania de Vest (DP) | 1                        |        |             |             |  |  |                         |        |
|  | Germania de Vest         | Germania de Vest (DP) | 1                        | 1      |             |             |  |  |                         |        |
|  | Germania de Vest         |                       | 18 octombrie - Sydney    | 1      |             |             |  |  |                         |        |
|  | Australia                | 0                     |                          |        |             |             |  |  |                         |        |
|  | Australia                | 0                     | Germania de Vest         | 4      |             |             |  |  |                         |        |
|  | 11 octombrie - Newcastle |                       | Germania de Vest         | 4      |             |             |  |  |                         |        |
|  |                          | Qatar                 | 0                        |        |             |             |  |  |                         |        |
|  | Brazilia                 | Qatar                 | 0                        | 2      |             |             |  |  |                         |        |
|  | Brazilia                 | 14 octombrie - Sydney |                          | 2      |             |             |  |  |                         |        |
|  | Qatar                    | 3                     |                          |        |             |             |  |  |                         |        |
|  | Qatar                    | 3                     | Qatar                    | 2      | Finala mică | Finala mică |  |  |                         |        |
|  | 11 octombrie - Sydney    |                       | Qatar                    | 2      | Finala mică | Finala mică |  |  |                         |        |
|  |                          | Anglia                | 1                        |        |             |             |  |  |                         |        |
|  | Anglia                   | Anglia                | 1                        | 4      | România     | 1           |  |  |                         |        |
|  | Anglia                   |                       |                          | 4      | România     | 1           |  |  |                         |        |
|  | Egipt                    | 2                     |                          | Anglia | 0           |             |  |  |                         |        |
|  | Egipt                    | 2                     |                          |        | 0           |             |  |  |                         |        |
|  |                          |                       |                          |        |             |             |  |  | 17 octombrie - Adelaide |        |
|  |                          |                       |                          |        |             |             |  |  |                         |        |

### Sferturi de finală
| Uruguay       | 1–2 | România             |
| ------------- | --- | ------------------- |
| Berruetta 60' |     | Gabor 25' Gabor 84' |

| Brazilia          | 2–3 | Qatar                      |
| ----------------- | --- | -------------------------- |
| Ronaldão 27', 78' |     | Al-Muhannadi 10', 54', 87' |

| Germania de Vest | 1–0 | Australia |
| ---------------- | --- | --------- |
| Wohlfarth 69'    |     |           |

| Anglia                       | 4–2 | Egipt                     |
| ---------------------------- | --- | ------------------------- |
| Webb 41', 64', 82' Cooke 60' |     | Amer 28' (pen.) Saleh 40' |

### Semi-finale
| Qatar                 | 2–1 | Anglia    |
| --------------------- | --- | --------- |
| Beleal 12' Alsada 62' |     | Small 70' |

| România | 0–1 (a.e.t.) | Germania de Vest |
| ------- | ------------ | ---------------- |
|         |              | Schoen 103'      |

### Finala mică
| România   | 1–0 | Anglia |
| --------- | --- | ------ |
| Gabor 36' |     |        |

### Finală
| Germania de Vest                        | 4–0 | Qatar |
| --------------------------------------- | --- | ----- |
| Loose 28', 66' Wohlfarth 42' Anthes 86' |     |       |

## Premii
| Gheata de aur | Balonul de aur | Premiul Fair Play |
| ------------- | -------------- | ----------------- |
| Mark Koussas  | Romulus Gabor  | Australia         |